# Reisserita zernyi
Reisserita zernyi är en fjärilsart som beskrevs av Petersen 1957. Reisserita zernyi ingår i släktet Reisserita och familjen äkta malar. Inga underarter finns listade.